# Vladimir Vasilj
Vladimir Vasilj (født 6. juli 1975 i Hannover, Vesttyskland) er en kroatisk tidligere fodboldspiller (målmand).
Vasilj spillede blandt andet for Dinamo Zagreb og NK Varaždin samt tyrkiske Konyaspor. Han var desuden i en årrække inde omkring det kroatiske landshold, dog primært som reserve, men spillede to landskampe.
Vasilj repræsenterede sit land ved både VM 1998, VM 2002 og EM 2004, dog uden at komme på banen i nogen af turneringerne.